# Myoporaceae
Myoporaceae es una familia de plantas de flores con 3 géneros dentro del orden Lamiales. Ahora considerada un taxón obsoleto, parte de la familia Scrophulariaceae.

## Géneros
- Diocirea
- Eremophila
- Myoporum